# 포트리스 2 블루 아케이드
포트리스 2 블루 아케이드(Fortress 2 Blue Arcade)는 온라인 게임 포트리스 2를 아케이드 게임으로 이식한 게임이다. 아케이드 게임 버전이라는 점에서 오락실 포트리스나 혼자 할 수 있다는 점에서 싱글 포트리스라고도 한다.

## 게임 방식
동전을 투입하면 캐릭터 선택 화면이 표시되며 캐릭터를 선택하면 상점 화면이 표시되면서 아이템을 구입할 수 있다. 아이템까지 구입했다면 게임이 시작되며 이 때부터는 진행이 포트리스 2와 똑같으며 적을 패배시키면 다음 단계로 넘어간다. 또한 멀티플레이어 모드도 가능하다.

## 단계별 맵
포트리스 2 블루 아케이드는 총 12단계로 이루어져 있으며 다음과 같은 맵이 등장한다.
| - STAGE 1 - The sphinx - STAGE 2 - The sky - STAGE 3 - The heaven - STAGE 4 - The single log birdge - STAGE 5 - The cave - STAGE 6 - The fantastic land | - STAGE 7 - The yamato ship - STAGE 8 - The culture - STAGE 9 - The broken city - STAGE 10 - The pirate ship - STAGE 11 - The night - STAGE 12 - The artifical satellite |

## 윈도 버전
이 게임은 윈도우 버전도 존재하는데 프로그램 정보를 확인한 결과 포트리스2 블루 아케이드의 개발자인 천세진이라는 프로그래머가 제작하여 배포한 것으로 밝혀졌다. 현재까지도 많은 누리꾼들 사이에서 배포되고 있다. 공식으로 이식되지 않음으로 보아 일종의 에뮬레이터를 이용하는 것으로 추측된다.